# Guardia di Frontiera dell'Ucraina
La Guardia di Frontiera dell'Ucraina (in ucraino Державна Прикордонна Служба України?, Deržavna Prykordonna Služba Ukraїny) è la polizia di frontiera dell'Ucraina. Si trova alle dipendenze del Ministero degli affari interni, ma in periodo di guerra passa sotto il controllo delle Forze armate. È stata istituita il 31 luglio 2003, in seguito alla riorganizzazione del Comitato Nazionale per la Protezione dei Confini, comprende anche la Guardia Costiera ed è responsabile per i centri di detenzione temporanea in cui vengono ospitati i rifugiati.

## Storia
La Guardia di Frontiera dell'Ucraina è il diretto successore delle Truppe di Frontiera Sovietiche, delle quali circa 19.000 si trovavano in Ucraina al momento del crollo dell'Unione Sovietica ed andarono a costituire le Truppe di Frontiera Ucraine. Successivamente il corpo venne rinominato in Comitato Nazionale per la Protezione dei Confini.
Fra il 1991 e il 1993 i confini con la Russia e la Bielorussia, e le guardie di frontiera erano stazionate soltanto lungo i confini occidentali e sul mar Nero. Alla fine del 1993 circa 9.000 soldati delle Forze armate vennero trasferiti alle Truppe di Frontiera, e vennero istituiti i controlli anche sui confini settentrionali e orientali. Nel 1999 la forza del corpo era cresciuta fino a 50.000 unità, fra cui 8.000 civili. Nel 2003 venne introdotta una nuova legislazione in merito, e lo status del nuovo ente della Guardia di Frontiera venne cambiato da "formazione militare" a "forza di polizia speciale".

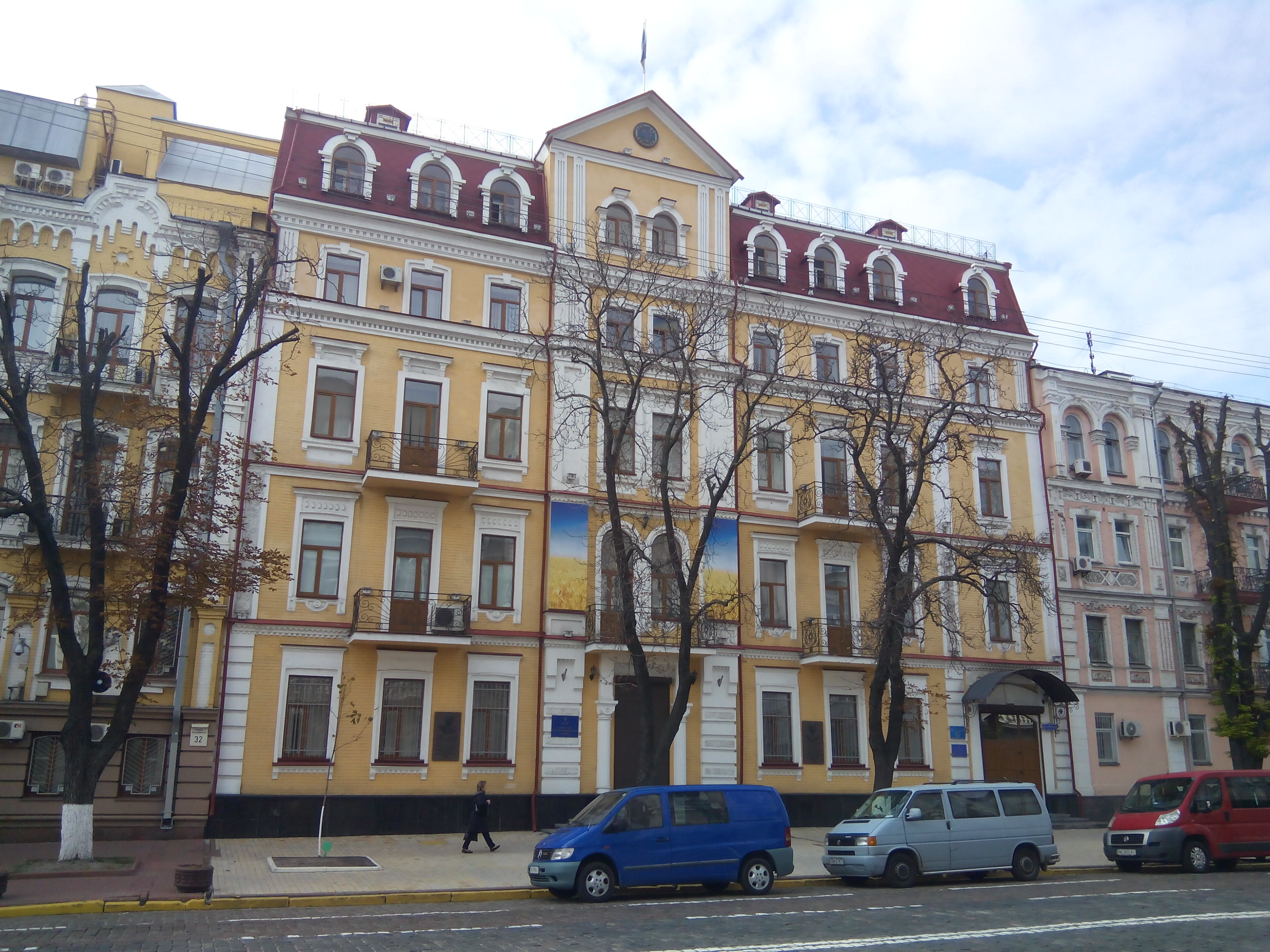
Quartier generale della Guardia di Frontiera, Kiev

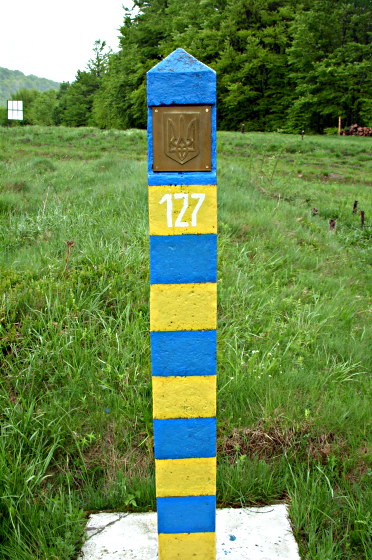
Tipico cippo di confine dell'Ucraina

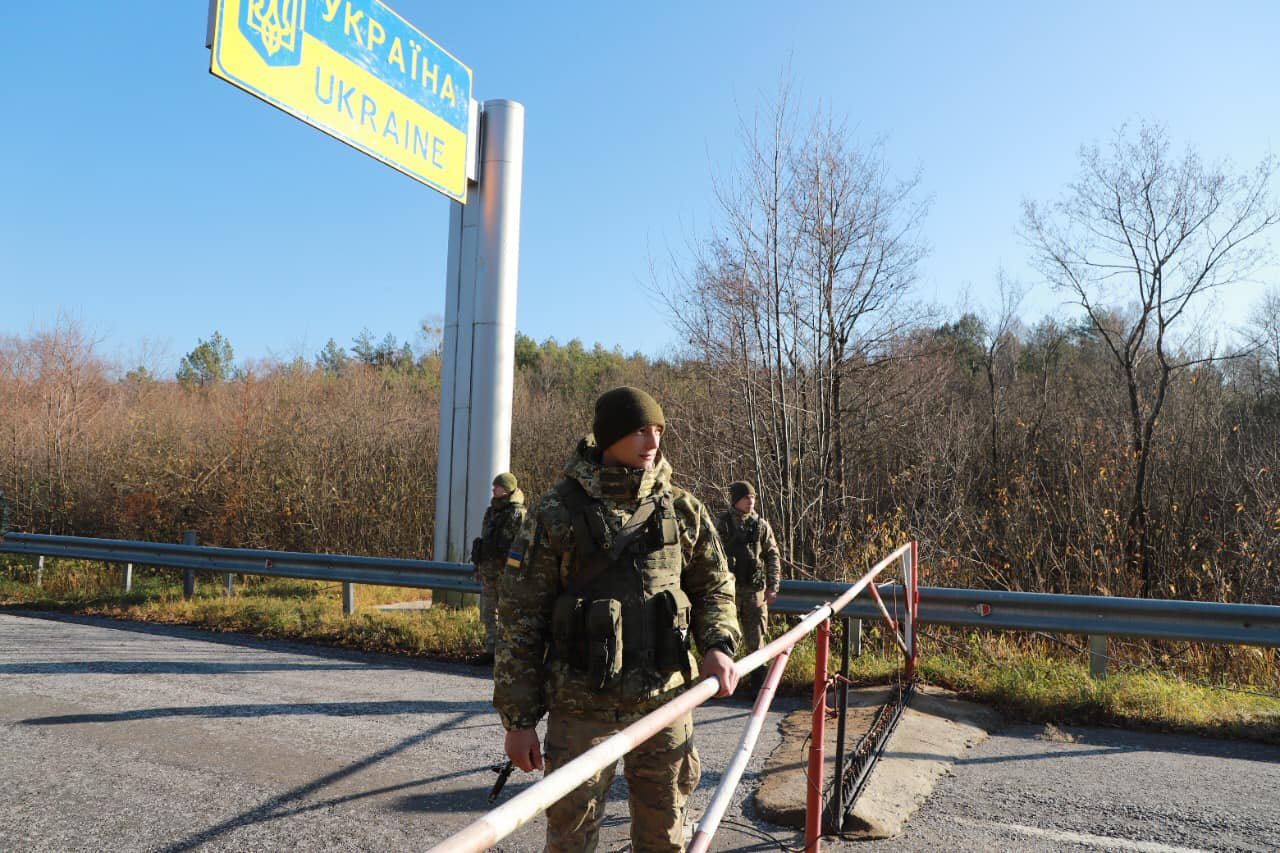
Guardie di frontiera al confine bielorusso, 2021

La Guardia di Frontiera venne coinvolta nella guerra del Donbass, quando il 31 agosto 2014 due motovedette della guardia costiera furono colpite dall'artiglieria terrestre. Il 2 giugno, una base di confine alla periferia di Luhans'k venne assediata dalle forze separatiste della Repubblica Popolare di Lugansk, che comportò il ferimento di 10 guardie, finché queste si arresero e ritirarono. Durante l'invasione russa dell'Ucraina del 2022, 17 guardie di frontiera presenti sull'isola dei Serpenti vennero attaccate e fatte prigioniere dalle navi da guerra russe. Una unità della Guardia di Frontiera era di stanza a Mariupol' e combatté durante l'assedio della città. Il 20 aprile le guardie rimaste erano intrappolate in una sacca nel porto di Mariupol' insieme a unità della Polizia Nazionale, quando vennero soccorse dai militari del Reggimento Azov e si ritirarono all'interno delle acciaierie Azovstal'.
Nel febbraio 2023 il Ministero degli affari interni ha annunciato la creazione di un progetto, denominato Guardia Offensiva, al fine di creare 8 nuove brigate (da zero oppure riorganizzando unità già esistenti) con l'obiettivo dichiarato di contribuire a liberare l'intera Ucraina, compresa la Crimea. Sei di queste otto brigate sono appartenenti alla Guardia Nazionale, mentre le restanti due rispettivamente alla Polizia per operazioni speciali e alla Guardia di Frontiera, in particolare trattasi della Brigata "Confine d'acciaio" di nuova costituzione. Nel corso del 2024 all'interno di questo programma sono state inoltre formate tre nuove brigate a partire rispettivamente dal 3º Distaccamento di frontiera di Luhans'k, 1º Distaccamento di frontiera di Donec'k e 11º Distaccamento di frontiera di Kramators'k: a gennaio la Brigata "Pomsta", ad aprile la Brigata "Hart" e a novembre la Brigata "Forpost".

## Struttura
Unità direttamente subordinate all'amministrazione centrale
- 9º Distaccamento di frontiera di Žytomyr "Fucilieri Sič" (unità militare 1495)
- 10º Distaccamento di frontiera mobile "DOZOR" (unità militare 1496)
- 15º Distaccamento di frontiera mobile "Confine d'acciaio" (unità militare 1551)
- 105º Distaccamento di frontiera di Černihiv "Principe Vladimir il Grande" (unità militare 2253)
- Reggimento sistemi senza pilota "Fenice"

 Dipartimento occidentale (Leopoli, unità militare 1468)
- 6º Distaccamento di frontiera di Luc'k (unità militare 9971)
- 7º Distaccamento di frontiera di Leopoli "Carpazi" (unità militare 2144)
- 27º Distaccamento di frontiera di Mukačevo "Eroi del Sič dei Carpazi"  (unità militare 2142)
- 31º Distaccamento di frontiera di Černivci "Colonnello generale Oleksandr Pyl'kevič" (unità militare 2195)
- 94º Distaccamento di frontiera di Čop (unità militare 1493)
- Distaccamento di frontiera di Mostys'ka (unità militare 1494)

 Dipartimento meridionale (Odessa, unità militare 1469)
- 2º Distaccamento di frontiera di Podil's'k (unità militare 2196)
- 8º Distaccamento di frontiera di Berdjans'k (unità militare 1491)
- 17º Distaccamento di frontiera di Izmaïl "Colonnello Oleksandr Žukovs'kyj" (unità militare 1474)
- 24º Distaccamento di frontiera di Mohyliv-Podil's'kyj "Eroe dell'Ucraina primo tenente Vjačeslav Semenov" (unità militare 2193)
- 25º Distaccamento di frontiera di Bilhorod-Dnistrovs'kyj (unità militare 2197)
- 26º Distaccamento di frontiera di Odessa (unità militare 2138)
- 79º Distaccamento di frontiera di Cherson (unità militare 2161)

 Dipartimento orientale (Charkiv, unità militare 1470)
- 1º Distaccamento di frontiera di Donec'k (unità militare 9937)
- 3º Distaccamento di frontiera di Luhans'k "Eroe dell'Ucraina colonnello Jevhenij Pikus"  (unità militare 9938)
- 4º Distaccamento di frontiera di Charkiv (unità militare 9951)
- 5º Distaccamento di frontiera di Sumy (unità militare 9953)
- 11º Distaccamento di frontiera di Kramators'k (unità militare 2382)
- Distaccamento di frontiera di Šostka (unità militare 1569)

 Guardia Costiera dell'Ucraina

## Onorificenze

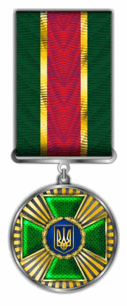
25 anni di servizio
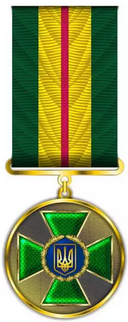
20 anni di servizio
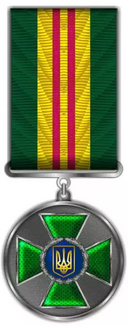
15 anni di servizio
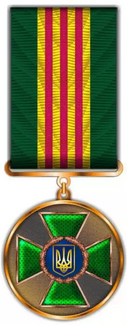
10 anni di servizio